# Гладстон (Іллінойс)
Гладстон (англ. Gladstone) — селище (англ. village) в США, в окрузі Гендерсон штату Іллінойс. Населення — 234 особи (2020).

## Географія
Гладстон розташований за координатами 40°51′50″ пн. ш. 90°57′24″ зх. д. / 40.86389° пн. ш. 90.95667° зх. д. (40.864013, -90.956706).  За даними Бюро перепису населення США в 2010 році селище мало площу 1,01 км², уся площа — суходіл.

## Демографія
Згідно з переписом 2010 року, у селищі мешкала 281 особа в 127 домогосподарствах у складі 73 родин. Густота населення становила 277 осіб/км².  Було 137 помешкань (135/км²).
Расовий склад населення:
| - 97,2 % — білих - 0,7 % — чорних або афроамериканців - 1,1 % — осіб інших рас |

До двох чи більше рас належало 1,1 %. Частка іспаномовних становила 0,0 % від усіх жителів.
За віковим діапазоном населення розподілялося таким чином: 21,7 % — особи молодші 18 років, 59,4 % — особи у віці 18—64 років, 18,9 % — особи у віці 65 років та старші. Медіана віку мешканця становила 46,1 року. На 100 осіб жіночої статі у селищі припадало 82,5 чоловіків;  на 100 жінок у віці від 18 років та старших — 93,0 чоловіків також старших 18 років.
Середній дохід на одне домашнє господарство  становив 44 943 долари США (медіана — 33 750), а середній дохід на одну сім'ю — 59 609 доларів (медіана — 65 833). За межею бідності перебувало 6,3 % осіб, у тому числі 0,0 % дітей у віці до 18 років та 7,4 % осіб у віці 65 років та старших.
Цивільне працевлаштоване населення становило 96 осіб. Основні галузі зайнятості: освіта, охорона здоров'я та соціальна допомога — 27,1 %, будівництво — 17,7 %, виробництво — 16,7 %.